# زاروهی باهری

زاروهی شاهباز باهری (به ارمنی: Զարուհի Շահբազ Պահրի)(زادهٔ ۳۱ مه ۱۸۸۰ – درگذشته در ۱۳ مه ۱۹۵۸) نویسنده، مددکار اجتماعی و فعال برجسته ارمنی بود. در سال ۱۹۱۳، او یکی از بنیان‌گذاران صلیب سرخ ارمنی کنستانتینوپل بود. پس از نسل‌کشی ارمنی‌ها و از دست دادن چندین عضو خانواده‌اش، باهری در امپراتوری عثمانی باقی ماند تا در تلاش‌های امدادرسانی به بازماندگان نسل‌کشی کمک کند. او سرانجام به رومانی و در نهایت در سال ۱۹۲۸ به فرانسه گریخت، جایی که باقی عمر خود را سپری کرد. در فرانسه، او شش رمان نوشت و همچنان با جامعه ارمنی محلی در ارتباط بود.

## زندگی
زاروهی شاهباز باهری در ۳۱ مه ۱۸۸۰ در کنستانتینوپل، امپراتوری عثمانی در خانواده‌ای ارمنی‌تبار متولد شد. او پس از کشتار آدانا در سال ۱۹۰۹، فعالیت‌های خود را در جامعه ارمنی محلی آغاز کرد. وی همچنین به یتیمان ارمنی آموزش دوخت و گلدوزی می‌داد. در طول جنگ‌های بالکان در سال‌های ۱۹۱۲–۱۹۱۳، او نقش مهمی در ارائه کمک و حمایت به ارمنیانی که در ارتش عثمانی خدمت می‌کردند، ایفا کرد.
در طی نسل‌کشی ارمنی‌ها، باهری چندین عضو خانواده خود را از دست داد، از جمله برادر و خواهرش. خواهر او، آدرینه، از شهر آماسیا تبعید شد و در نهایت کشته شد. برادرش، بارسق شاهباز، یکی از اعضای برجسته جامعه روشنفکری ارمنی قسطنطنیه و عضو فدراسیون انقلابی ارمنی، به عنوان بخشی از تبعید روشنفکران ارمنی در ۲۴ آوریل ۱۹۱۵ تبعید و سرانجام کشته شد.
پس از نسل‌کشی، باهری در قسطنطنیه باقی ماند و در تلاش‌های امدادی برای بازماندگان که بسیاری از ارمنیان پس از تبعید به پایتخت پناه آوردند، کمک کرد. او سرانجام در سال ۱۹۱۸ رئیس شعبه شیشلی صلیب سرخ ارمنی شد. در همین زمان، باهری به عضویت انجمن زنان ارمنی (AWA) درآمد و در نشریه زنان ارمنی به نام هاگین مقاله می‌نوشت. به درخواست پاتریارک ارمنی قسطنطنیه، باهری مدیر «خانه بی‌طرف» (Chezok Dun) شد، سازمانی که برای تعیین ارمنی یا ترکی بودن کودکان بازمانده از نسل‌کشی تأسیس شده بود. به دلیل مشارکتش در این سازمان، مقامات ترکیه او را به «ارمنی‌سازی کودکان ترکی» متهم کردند. در نتیجه، باهری به همراه همسر و چهار فرزندش به رومانی گریختند، به این امید که بتوانند پس از فروکش کردن تنش‌ها به قسطنطنیه بازگردند. اما به آن‌ها اجازه بازگشت به کشور داده نشد و اموال و دارایی‌هایشان مصادره شد. سپس خانواده باهری به فرانسه نقل مکان کردند. همسر او، هاگوپ باهری، وکیل برجسته‌ای بود اما نتوانست در پاریس شغلی پیدا کند. با توجه به وضعیت مالی دشوار، باهری به عنوان خیاط مشغول به کار شد و در نهایت ارسال مقالات به هاگین را متوقف کرد. با این حال، او به نوشتن ادامه داد و توانست چندین اثر از جمله خاطرات خود را منتشر کند.
او در ۱۳ مه ۱۹۵۸ در پاریس درگذشت و در گورستان پرلاشز به خاک سپرده شد. بنا به وصیت او، فرزندانش خاکسترش را به ارمنستان برده و در محوطه کلیسای جامع اچمیادزین، کلیسای مادر کلیسای حواری ارمنی، در سال ۱۹۸۷ به خاک سپردند.

## آثار
از جمله آثار زاروهی باهری که عمدتاً در پاریس منتشر شدند می‌توان به موارد زیر اشاره کرد:
- Parantsem: Jampanerun Yergaynkin (پاریس: Der Hagopian، ۱۹۴۶)
- Dakre: Vospori Aperun Vra 1875–1877 (پاریس: Der Hagopian، ۱۹۴۱)
- Dayyan Kevork Bey gam Badriarkarani Poghotsin Pnagichnere: Vospori Aperun Vra 1895-1898 (پاریس: Le Solei، ۱۹۵۲)
- Muygerun Dag (بیروت: Madensashar “Ayk”، ۱۹۵۶)
- Louisette ou Osmose (منتشر شده به صورت سریالی در Aysor: ۱۹۵۲)
- Ambrob (منتشر شده به صورت سریالی در Azad Khosk، پاریس: ۱۹۴۰)
- باهری همچنین ویرایش و مقدمه کتاب نوشته شده توسط پسرش ژرارد باهری با عنوان Vahan Maleziani Gyankn u Kordse: Hushamadyan Ir Utsunamyagin Artiv (1871-1951) (پاریس: Le Solei، ۱۹۵۱) را بر عهده داشت.